# Zsamál Szelámí
Zsamál Szelámí (arabul: جمال سلامي; Casablanca, 1970. október 6. –) marokkói válogatott labdarúgó.

## Pályafutása

### Klubcsapatban
Casablancában született. Pályafutását is itt kezdte 1992-ben a CO Casablancaban. 1995-ben a Raja Casablanca igazolta le, ahol három évet töltött. Három bajnoki címet (1996, 1997, 1998) szerzett és 1997-ben megnyerte a CAF-bajnokok ligáját. 1998 és 2001 között Törökországban a Beşiktaş JK játékosa volt. 2001-ben visszatért a Rajához, ahol egy évet játszott. 2002 és 2004 között a MAS Fez együttesében játszott.  

### A válogatottban
1994 és 2001 között 38 alkalommal játszott a marokkói válogatottban és 2 gólt szerzett. Részt vett  és az 1998-as világbajnokságon és a 2000-es afrikai nemzetek kupáján.

## Edzőként
2018-ban a marokkói A válogatott kapitányaként megnyerte az Afrikai nemzetek bajnokságát. 2019 és 2021 között a Raja Casablanca vezetőedzője volt, mellyel 2020-ban marokkói bajnokságot nyert. 

## Sikerei, díjai

### Játékosként
Olympique de Casablanca
- Marokkói bajnok (1): 1993–94

Raja Casablanca
- Marokkói bajnok (3): 1995–96, 1996–97, 1997–98
- CAF-bajnokok ligája (1): 1997
- CAF-szuperkupa döntős (1): 1998

Beşiktaş JK
- Török szuperkupagyőztes (1): 1998
- Török kupadöntős (1): 1998–99

### Edzőként
Raja Casablanca
- Marokkói bajnok (3): 2019–20

Marokkó A
- Afrikai nemzetek bajnoksága győztes (1): 2018